# Előre (napilap, 1951)
Előre az RMP tartományi vezetősége és a tartományi néptanács lapja Marosvásárhelyen 1951. április 20-tól. Elsősorban a szocialista termelés és közigazgatás kérdései foglalkoztatták, de rendszeresen tárgyalta a művelődési élet és a szocialista irodalom kérdéseit is. Munkatársai között elbeszélésekkel többek közt Kovács György és Papp Ferenc, versekkel Szász János, Majtényi Erik és Salamon László, tanulmányokkal Molter Károly és Fuchs Simon szerepelt. Fordításokban közölte Majakovszkij, Mihai Beniuc és Alexandru Toma verseit. 1951. augusztus 5-étől Vörös Zászló címen jelent meg.